# منتخب كوريا الجنوبية الأولمبي لكرة القدم
منتخب كوريا الجنوبية الأولمبي لكرة القدم  هو ممثل كوريا الجنوبية الرسمي في المنافسات الدولية في كرة القدم في الألعاب الأولمبية
.